# Subincisión del pene

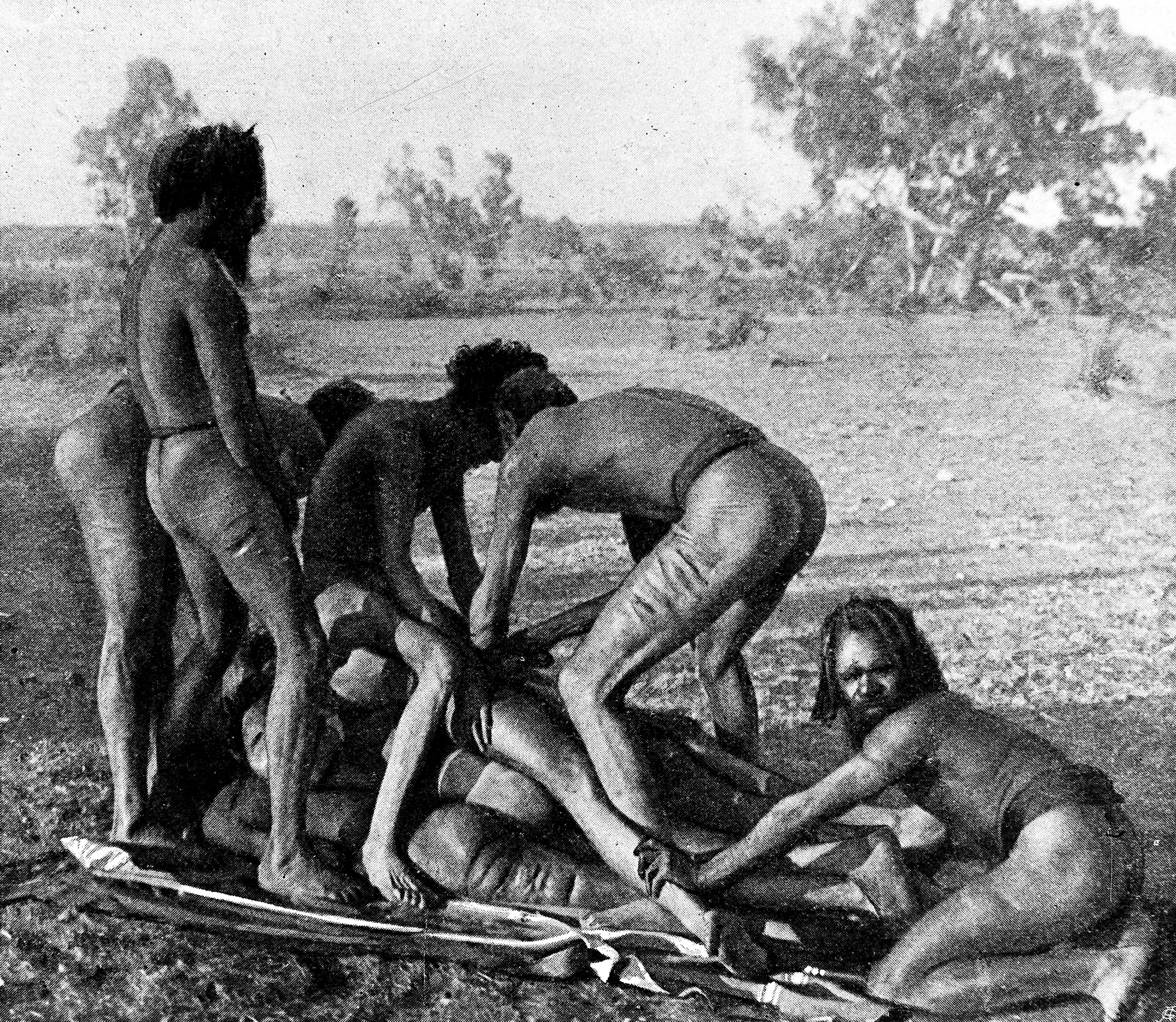
Subincisión, tribu Warrumanga, Australia central.

La subincisión del pene es una forma de modificación corporal que consiste en realizar una uretrotomía, donde se abre la cara inferior del pene, desde la abertura de la uretra (meato) hacia la base. La hendidura puede ser de diferentes longitudes.
La subincisión tradicionalmente se lleva a cabo en todo el mundo, especialmente en Australia, pero también en África, América del Sur y en algunas partes del Pacífico, generalmente como un ritual.
Existe un riesgo en la cirugía, así como también la posibilidad de adquirir infecciones de transmisión sexual.

## Tradición cultural
La subincision es generalizada en las culturas tradicionales de los aborígenes australianos. El grupo australiano Arrente la practica como un rito para los varones adolescentes.
Este tipo de modificación del pene también se lleva a cabo por el pueblo Lardil, en la isla Mornington (Australia). Los jóvenes que decidían experimentar esta tradición eran los únicos que aprendían un lenguaje ceremonial, el damin.
Algunos grupos indígenas del amazonas también practican la subincisión.

## Modificaciones relacionadas
- La división de la uretra en la base del glande se llama meatotomía.[8]
- Algunas personas se separaran la parte superior del pene, hasta lograr una bisección genital.
- Dividir el glande, pero no el eje, se conoce como headsplitting o simplemente splitting.[9]
- La incisión a lo largo de la longitud superior del prepucio, desde la punta hasta la corona se conoce como superincisión, en inglés Dorsal slit.[10]